# Ostrowice
Ostrowice (deutsch Wusterwitz) ist ein Dorf in der Woiwodschaft Westpommern in Polen. Es gehört zur Gmina Drawsko Pomorskie (Gemeinde Dramburg) im Powiat Drawski (Dramburger Kreis).

## Geographische Lage
Ostrowice am Jezioro Ostrowiec (Borner See) und an der Kokna (Küchenfließ) liegt an der Woiwodschaftsstraße 173, die die beiden Städte Połczyn-Zdrój (Bad Polzin) und Drawsko Pomorskie (Dramburg) verbindet und in der Kreisstadt Anschluss an die Landesstraße 20 Stargard (Stargard in Pommern) – Gdynia (Gdingen) (frühere deutsche Reichsstraße 158 Berlin – Lauenburg in Pommern) herstellt. Die nächsten Bahnstationen sind heute Połczyn-Zdrój bzw. Złocieniec.

## Geschichte
Auf eine frühe Besiedlung der Gegend um Wusterwitz deutet der Fund von Steinkistengräbern auf dem nahe gelegenen Fuchsberg hin, die aus der Stein- und Bronzezeit stammten und mit reichen Grabbeilagen versehen waren.
Im Jahre 1499 wurde Wusterwitz in einem Lehnsbrief der adligen Familie von Borcke erstmals urkundlich erwähnt. 1652 wurde notiert, dass der Dorfkrug sein Bier aus Dramburg bezieht. 1892 wurde das Gut aufgeteilt. Die Molkerei, die Mühle und das Sägewerk waren die wichtigsten Gewerbebetriebe des Dorfes, in dem dann auch die Spar- und Darlehnskasse eine Zweigniederlassung unterhielt.
Bis 1945 gehörte Wusterwitz zum Landkreis Dramburg im Regierungsbezirk Köslin der preußischen Provinz Pommern. 1939 registrierte man 543 Einwohner.
Am 4. März 1945 besetzten sowjetische Truppen das Dorf, das infolge des Krieges zu Polen kam und heute als Ostrowice zum Powiat Drawski in der Woiwodschaft Westpommern (bis 1998 Woiwodschaft Köslin) gehört. Das Dorf war ab 1973 Sitz der Gmina Ostrowice (Gemeinde Wusterwitz), bis diese zum 1. Januar 2019 aufgelöst wurde, nachdem sie zahlungsunfähig geworden war. Seitdem gehört das Dorf zur Gmina Drawsko Pomorskie (Gemeinde Dramburg).

## Kirche

### Pfarrkirche
Die aus Findlingen errichtete Wusterwitzer Barockkirche steht auf einer Anhöhe im Dorf. Im Osten mit einem halbrunden Chorabschluss versehen, erhebt sich über der Westseite ein Fachwerkdachturm mit einer achteckigen Spitze.
Die Bauinschrift nennt Klaus Ernst von Horn und seine Ehefrau Eleonora Elisabeth von Kleist als Erbauer der Kirche im Jahre 1697.
Im Kircheninnern beherrscht ein großer barocker Altar aus der Zeit um 1700 mit dem Bild des Gekreuzigten in ovalem Mittelfeld den Raum. Neben dem Altar hängt ein Trophäenepitaph für den 1739 verstorbenen Ernst von Ungar.
Nach 1945 wurde das bisher evangelische Gotteshaus zugunsten der katholischen Kirche enteignet, die es neu weihte und ihm den Namen Kościół pw. Niepokalanego Najświętszej Maryi Panny verlieh.

### Kirchengemeinde
Vor 1945 waren die meisten Einwohner von Wusterwitz evangelischer Konfession. Das Dorf war Pfarrsitz des Kirchspiels Wusterwitz, zu dem auch die Filialkirchen Gersdorf (heute polnisch: Gawroniec) mit Klein Schönberg (Szczycienko) sowie Ritzig (Nowe Resko) mit Laubberg (Prosno) und einem Teil von Kappe (Kapice), außerdem die Orte Annaberg (Jelenino), Groß Schönberg (Szczytniki), Kronenberg (Dobrosław), Stögeberg und Weißenbruch (Smogorze) gehörten.
Das Kirchspiel Wusterwitz lag im Kirchenkreis Dramburg im Ostsprengel der Kirchenprovinz Pommern der Kirche der Altpreußischen Union. 1940 zählte es 1465 Gemeindeglieder, von denen 794 zur Kirchengemeinde Wusterwitz gehörten. Das Kirchenpatronat war z. T. abgelöst oder verteilte sich auf die Rittergutsbesitzer der Kirchspielorte.
Seit 1945 leben überwiegend katholische Einwohner in Ostrowice. Der Ort ist weiterhin Pfarrsitz, gehört heute allerdings zum Dekanat Drawsko Pomorskie (Dramburg) im Bistum Köslin-Kolberg der Katholischen Kirche in Polen. Hier lebende evangelische Kirchenglieder gehören zum Kirchspiel Koszalin (Köslin) in der Diözese Pommern-Großpolen der Evangelisch-Augsburgischen Kirche in Polen. Nächster Kirchort ist Świdwin (Schivelbein).

### Pfarrer bis 1945
1. Kaspar Gellius
2. Elias Doege, 1652–1655
3. Kaspar Detschmer, 1656–1687
4. Christian Mallovius, 1687–1710
5. Johann Ernst Bökler, 1710–1744
6. Christian Gottlieb Schmidt, 1744–1794
7. Daniel Heinrich Stern, 1794–1834
8. Gustav Friedrich Ludwig Knak, 1834–1850
9. Albert Ludwig Reinhold Höppner, 1850–1856
10. Ludwig Hermann Rodenwald, 1856–1863
11. Johannes Gottlieb Görcke, 1863–1879
12. Adolf Asmus, 1879–1886
13. Gustav Karl Friedrich Höft, 1887–1894
14. Konrad Max Lebrecht Schewe, 1894–1908
15. Ernst Otto Albrecht Knieß, 1908–1910
16. Joachim Lüttschwager, 1911–?

## Persönlichkeiten
- Theodor Hoppe (1846–1934), lutherischer Theologe, Pfarrer und Pionier der Körperbehindertenfürsorge in Deutschland, ist im Ort geboren
- Gustav Knak (1806–1878), lutherischer Theologe, Erweckungsprediger und Kirchenlieddichter, war von 1834 bis 1850 Pfarrer in Wusterwitz.